# Paradiscosoma neglecta
Paradiscosoma neglecta är en korallart som först beskrevs av Duchassaing och Giovanni Michelotti 1860.  Paradiscosoma neglecta ingår i släktet Paradiscosoma och familjen Discosomatidae. Inga underarter finns listade i Catalogue of Life.